# Томаш Плеканець
Томаш Плеканець (чеськ. Tomáš Plekanec; 31 жовтня 1982, м. Кладно, ЧССР) — чеський хокеїст, центральний нападник. Виступає за «Кладно» у Чеській екстралізі.
Вихованець хокейної школи ХК «Кладно». Виступав за ХК «Кладно», БК «Млада Болеслав», «Гамільтон Бульдогс» (АХЛ), «Монреаль Канадієнс» та «Торонто Мейпл Ліфс».
В чемпіонатах НХЛ — 817 матчів (214+327), у турнірах Кубка Стенлі — 81 матч (15+31).
У складі національної збірної Чехії учасник зимових Олімпійських ігор 2010 і 2014 (10 матчів, 3+4), учасник чемпіонатів світу 2006, 2007, 2008, 2009, 2011, 2012, 2013 і 2015 (49 матчів, 14+22). У складі молодіжної збірної Чехії учасник чемпіонатів світу 2001 і 2002. У складі юніорської збірної Чехії учасник чемпіонату світу 2000.
Досягнення
- Срібний призер чемпіонату світу (2006), бронзовий призер (2011, 2012).
- Переможець молодіжного чемпіонату світу (2001).